# Senova
Senova est une entreprise de maitrise d'œuvre spécialisé dans la rénovation énergétique des copropriétés : www.senova.fr.  
Senova c'est également marque automobile appartenant au constructeur automobile chinois BAIC Motor, lui-même filiale du groupe BAIC. Il a été créé en mars 2012. 

## Histoire
Fin 2009, le groupe BAIC a acquis les droits de propriété intellectuelle sur les modèles 9-3 et 9-5 du constructeur automobile suédois Saab et les technologies de groupe motopropulseur associées afin de soutenir le développement de ses propres véhicules. 
Le premier modèle de production Senova, le Senova D20, une berline cinq portes sous-compacte, a été mis en vente en Chine en mars 2012. 
La version de production du Senova D70 a fait ses débuts au Salon de l'auto de Guangzhou 2012. 
La gamme Senova comprend les modèles suivants: 
- Senova D20, une berline cinq portes à hayon sous-compacte et une berline quatre portes[3]
- Senova D50
- Senova D60 (abandonné en 2017)
- Senova CC (abandonné en 2017)
- Senova D70 (anciennement Beijing Auto C70G)
- Senova D80 (abandonné en 2017)
- Senova X25
- Senova X35
- Senova X55
- Senova X65

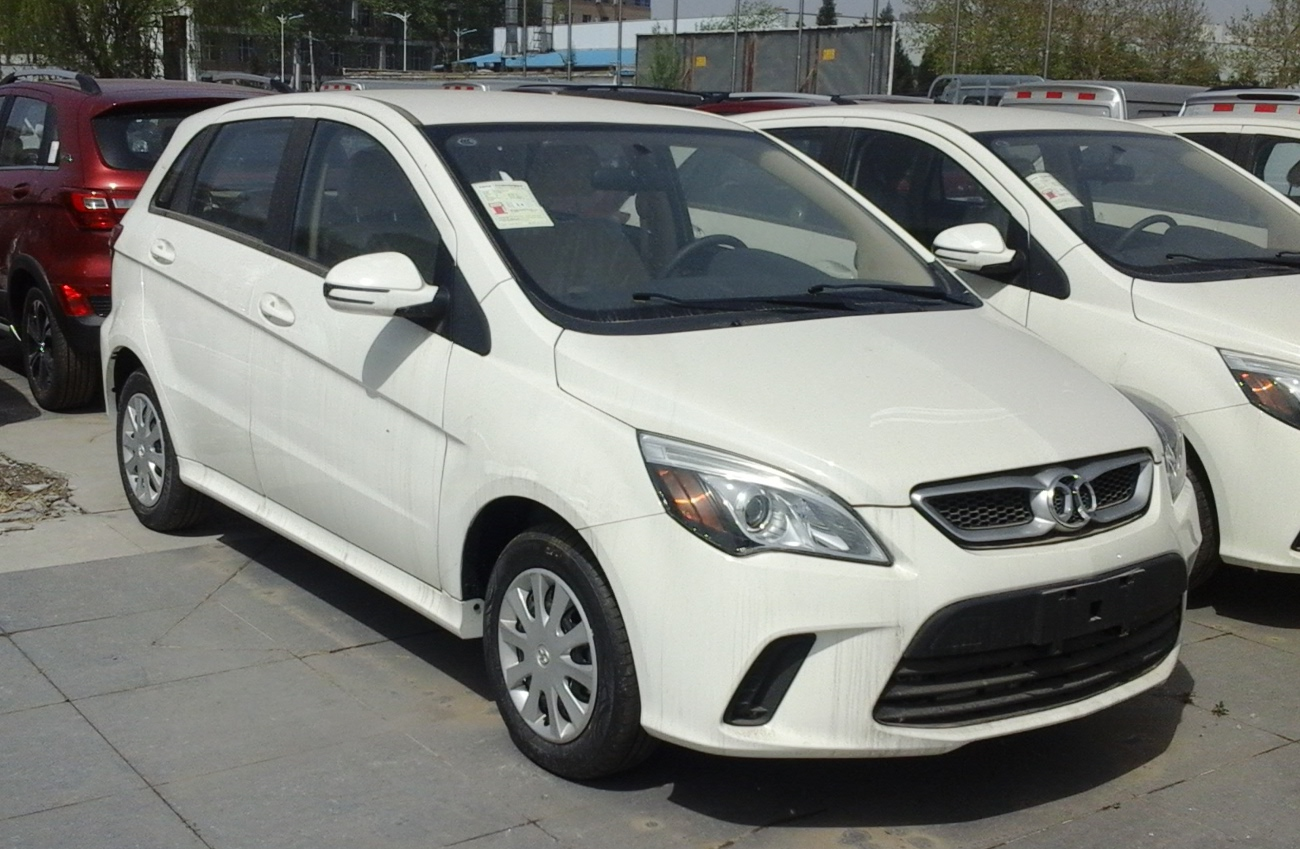
Senova D20 à hayon
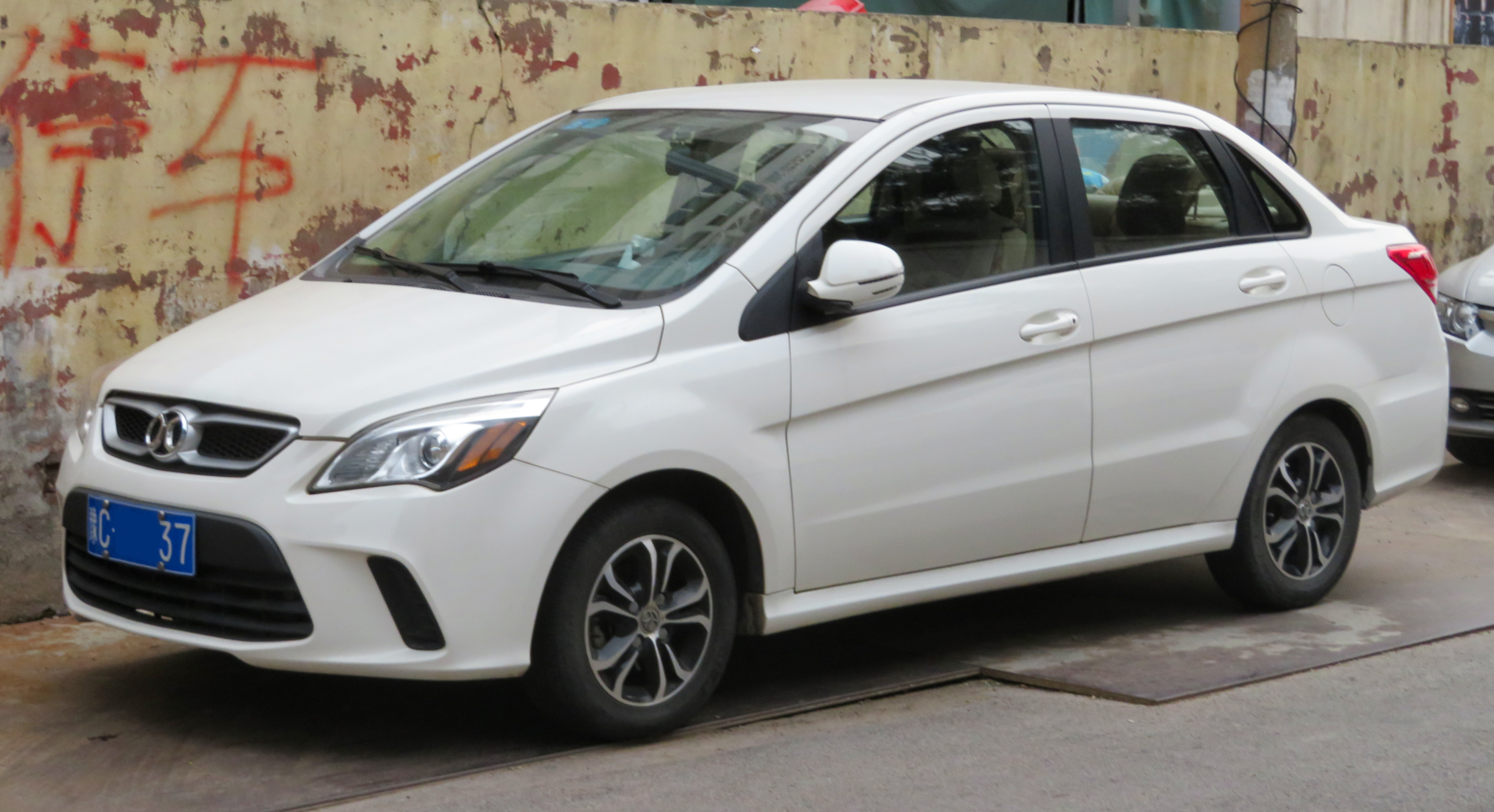
Senova D20 berline
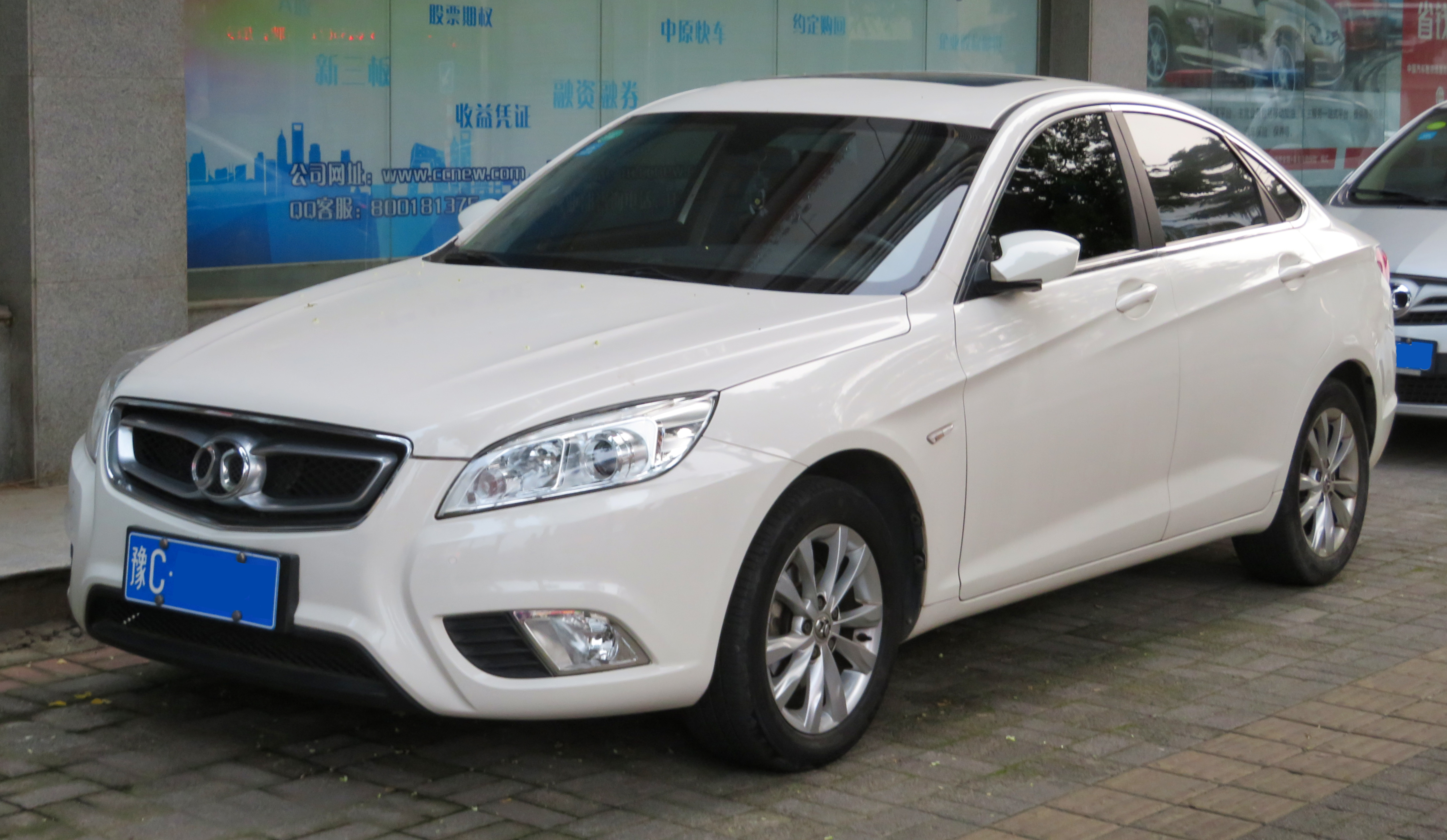
Senova D50
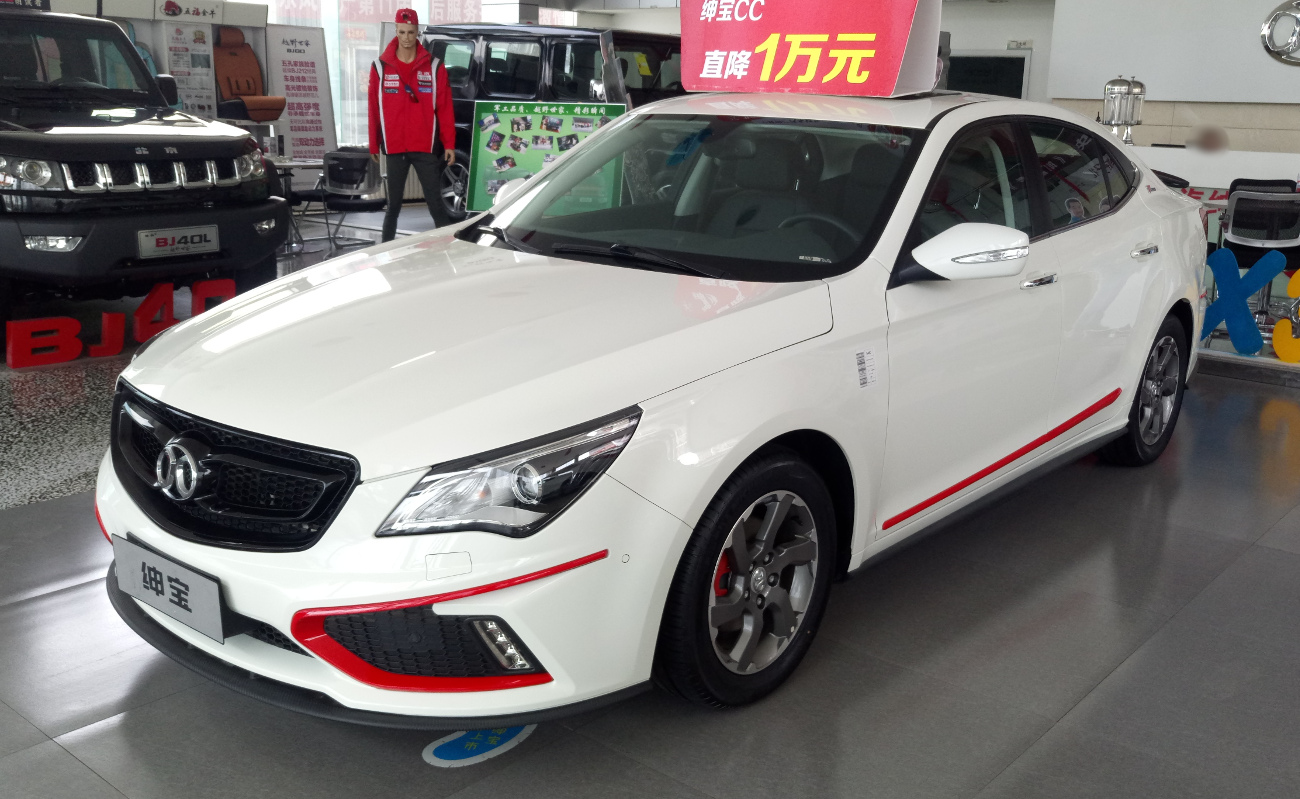
Senova CC
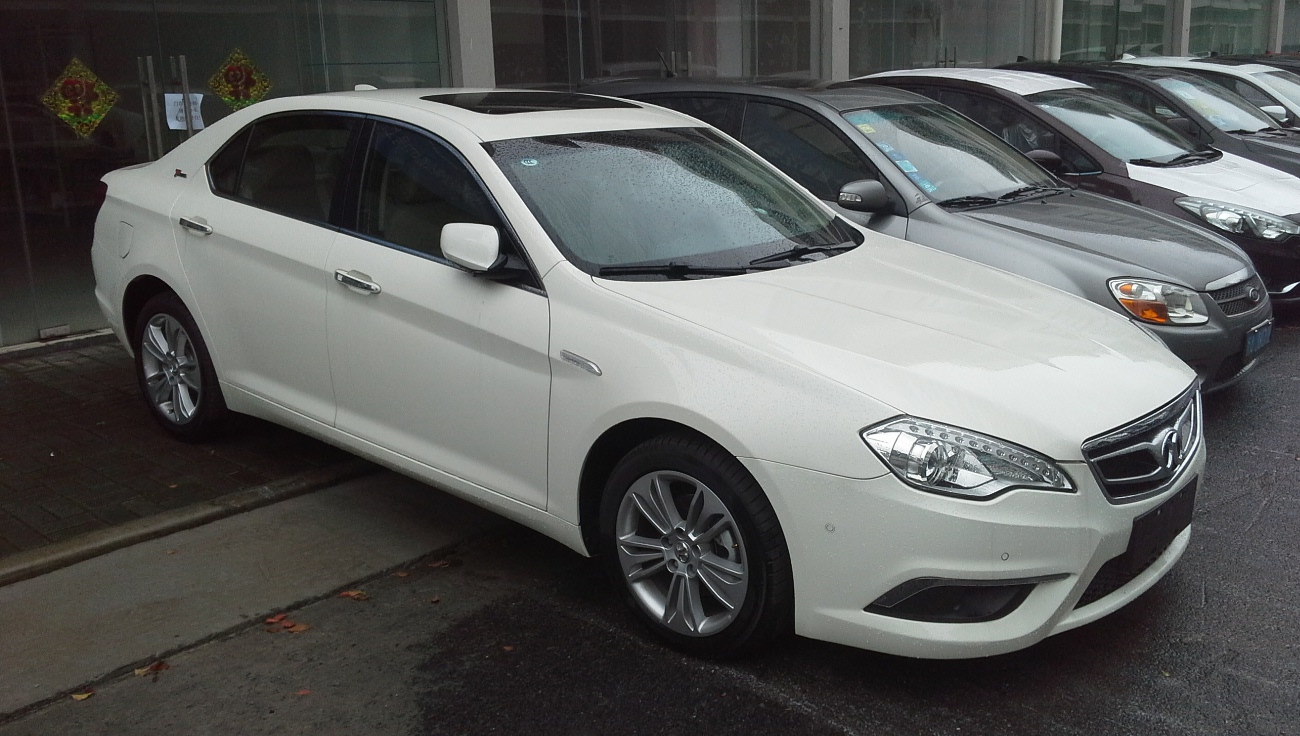
Senova D70
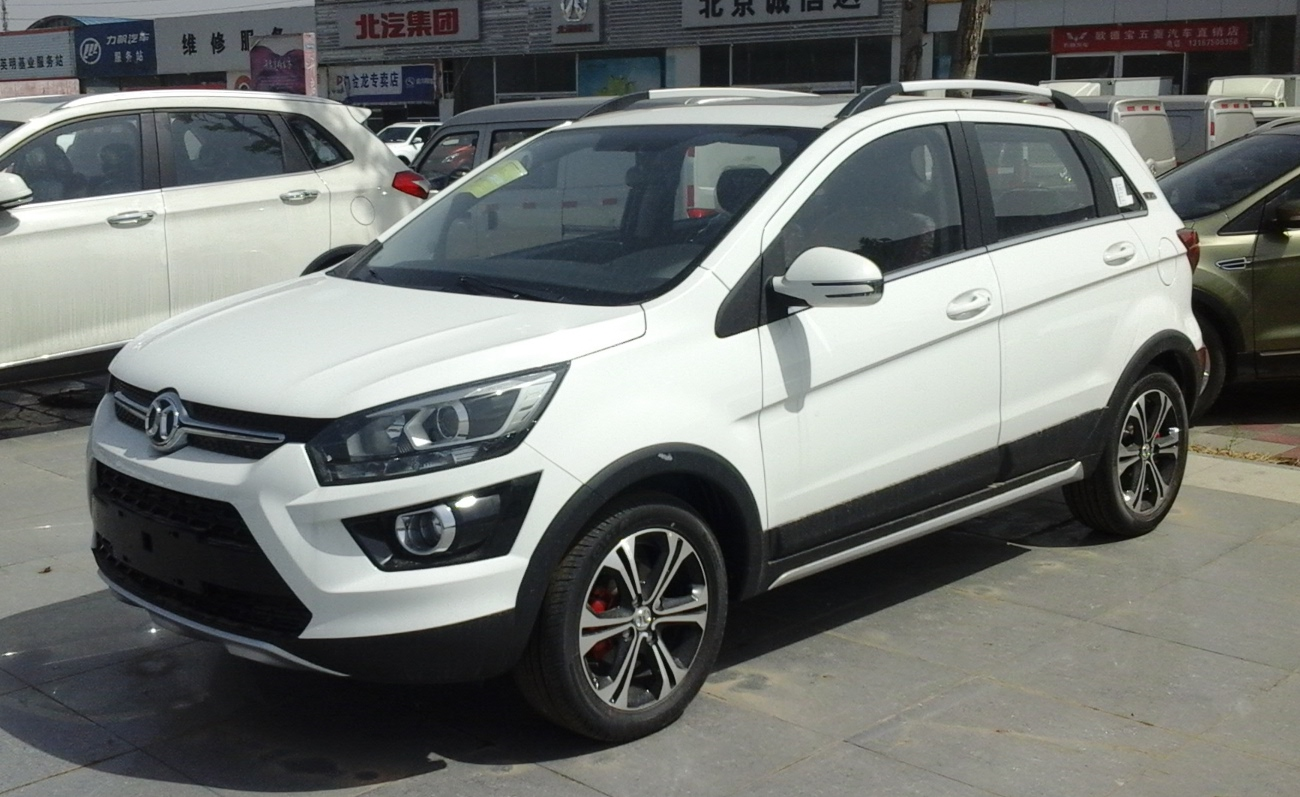
Senova X25
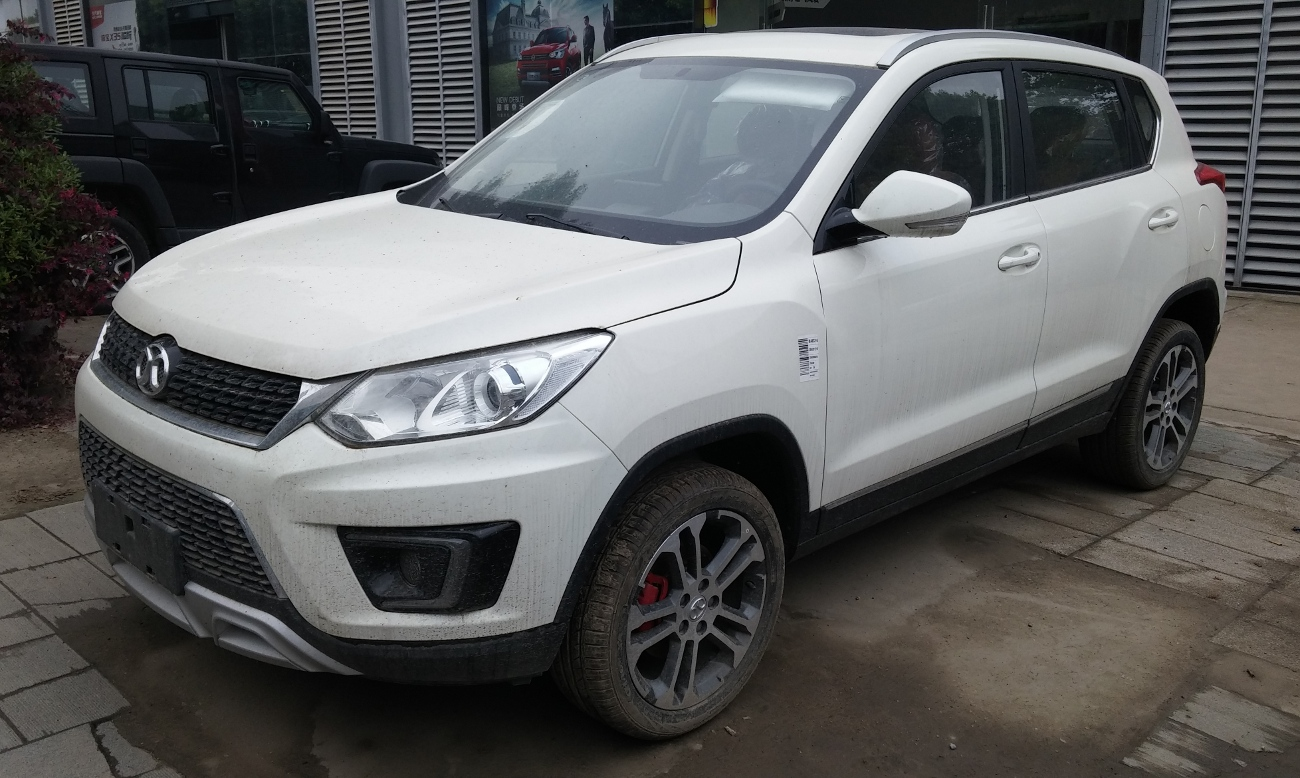
Senova X35
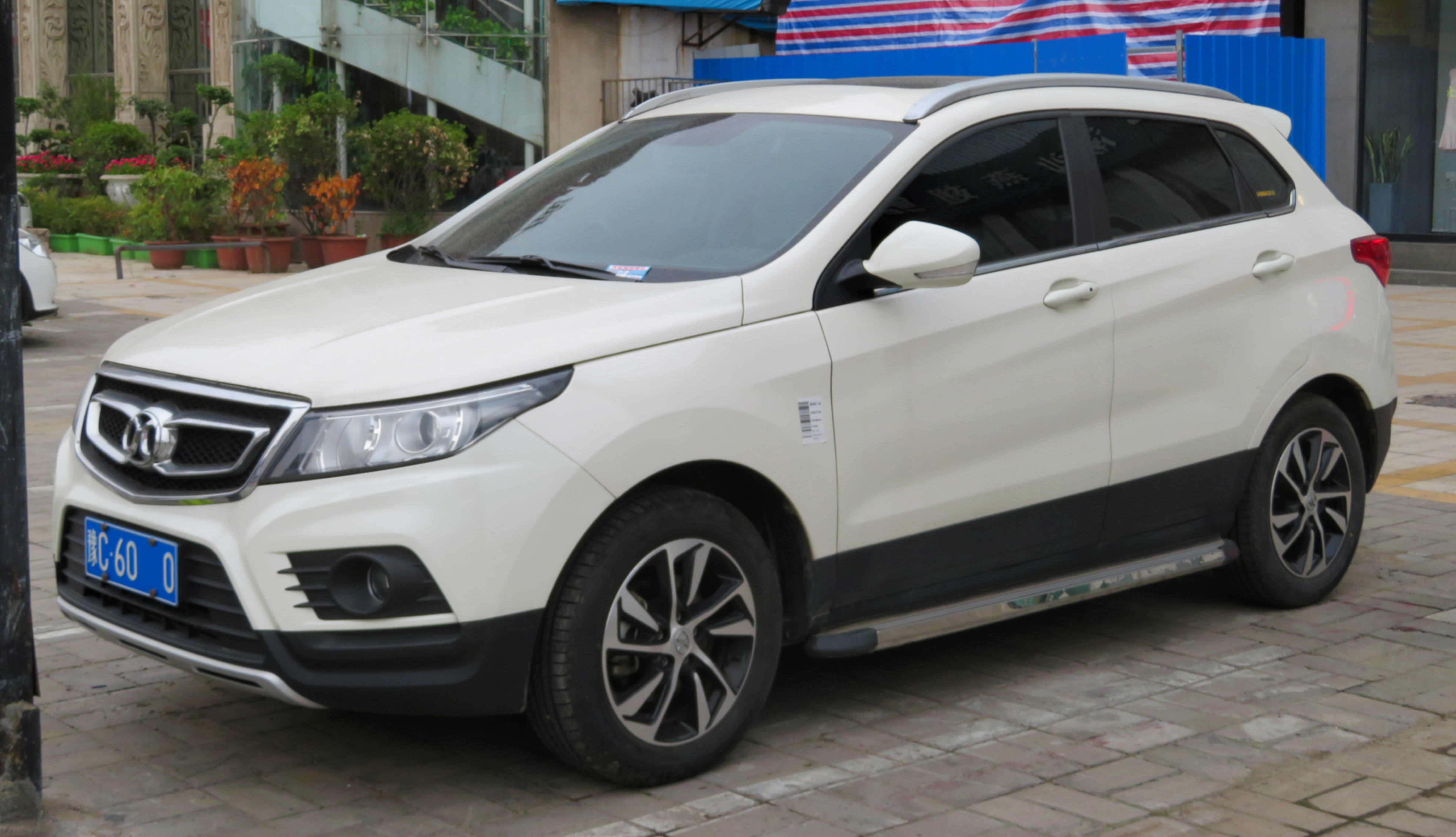
Senova X55
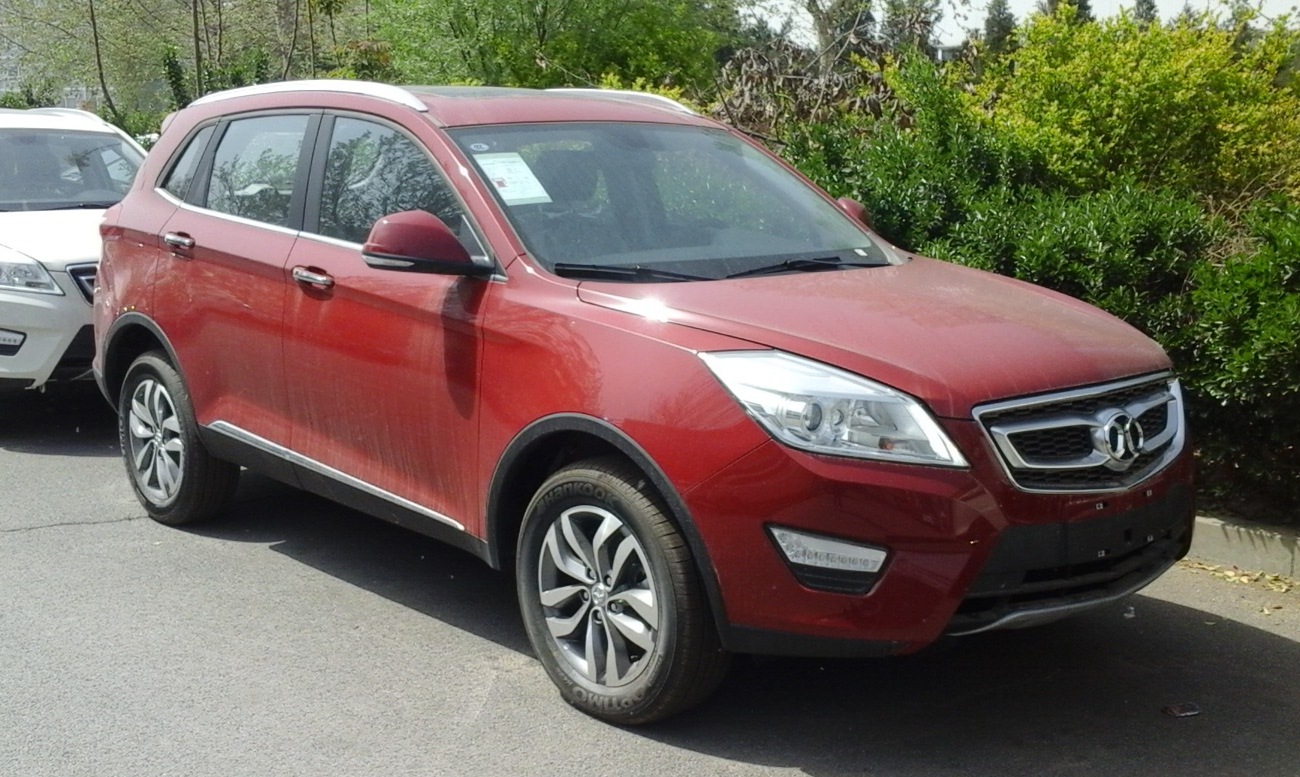
Senova X65
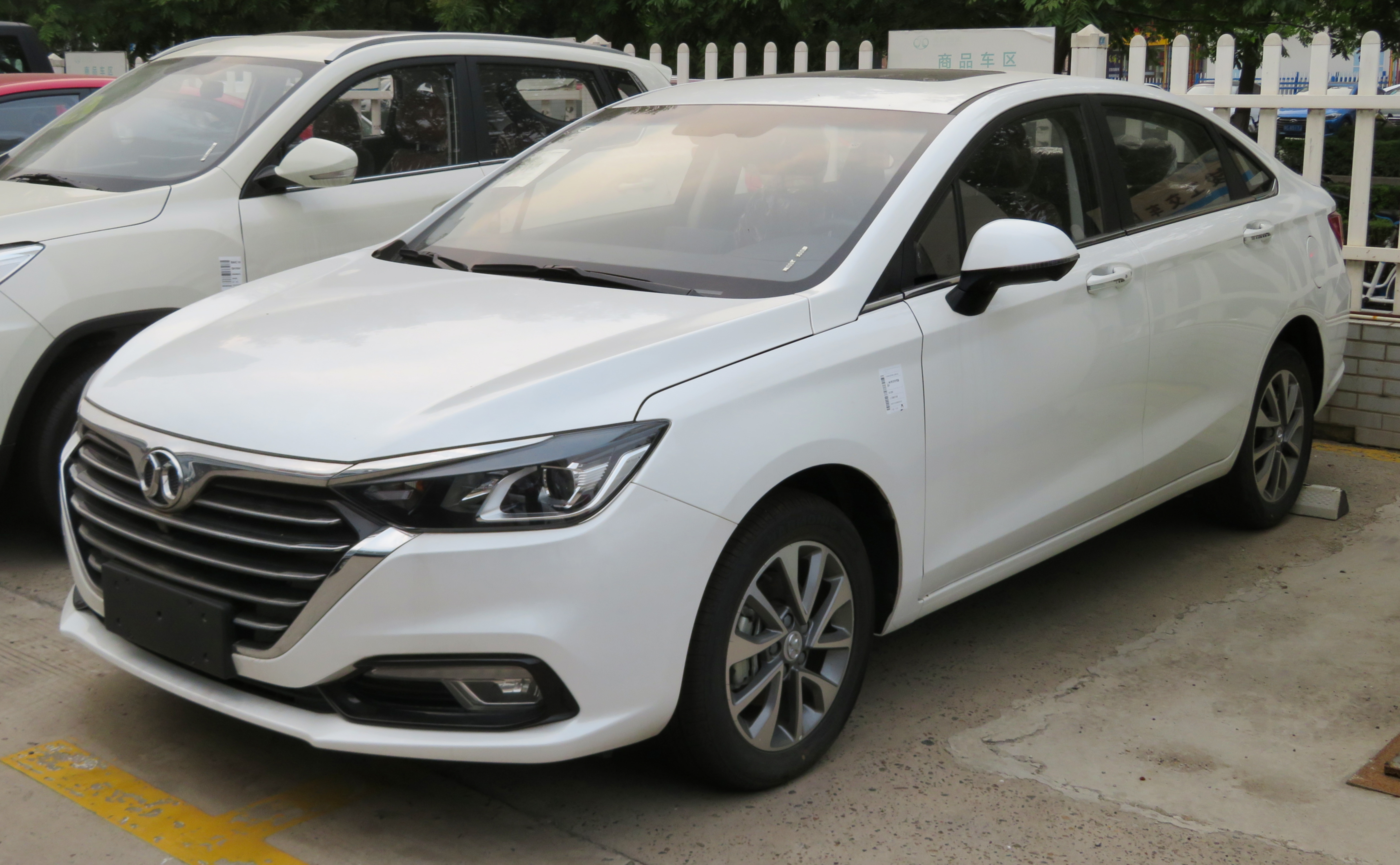
Senova D50 II
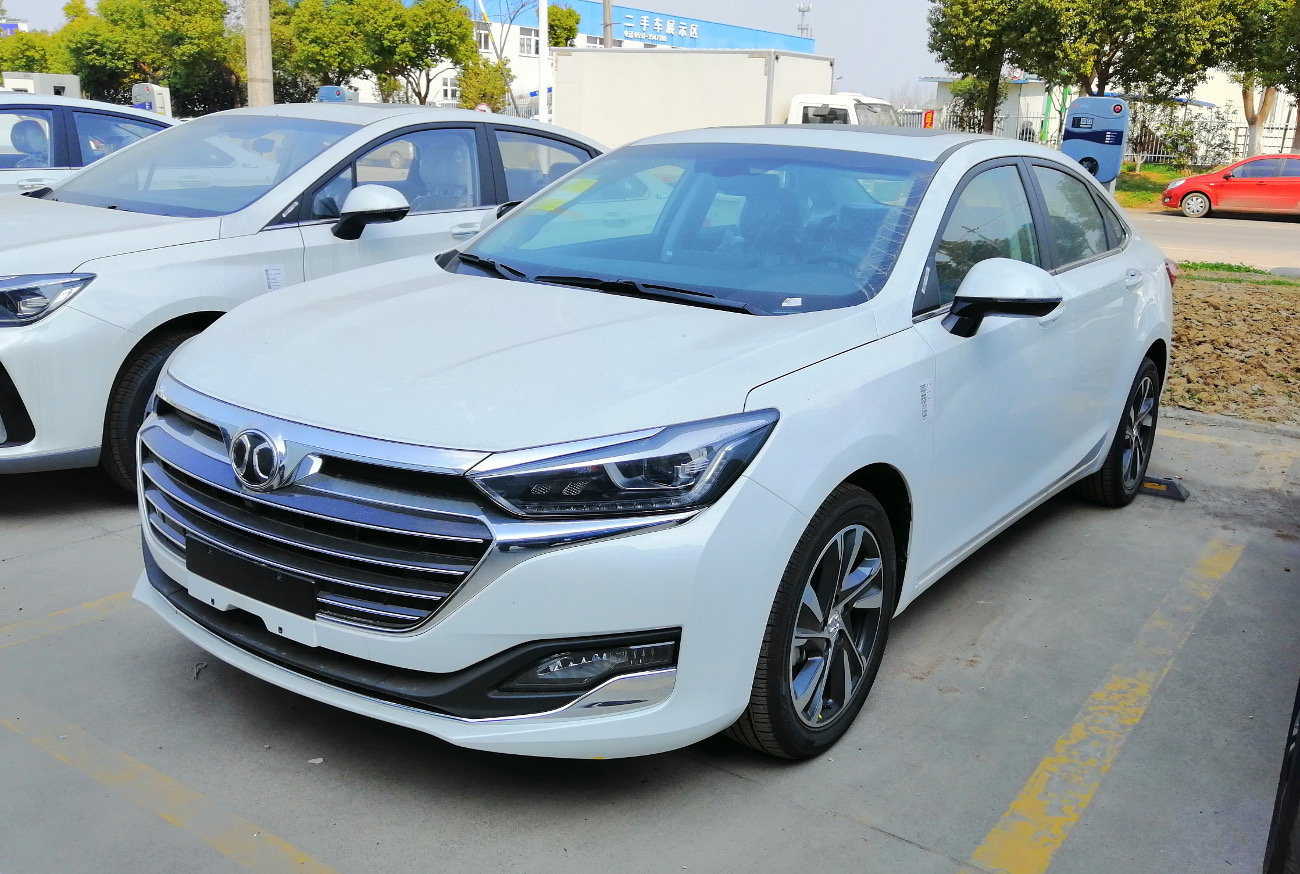
Senova Zhidao
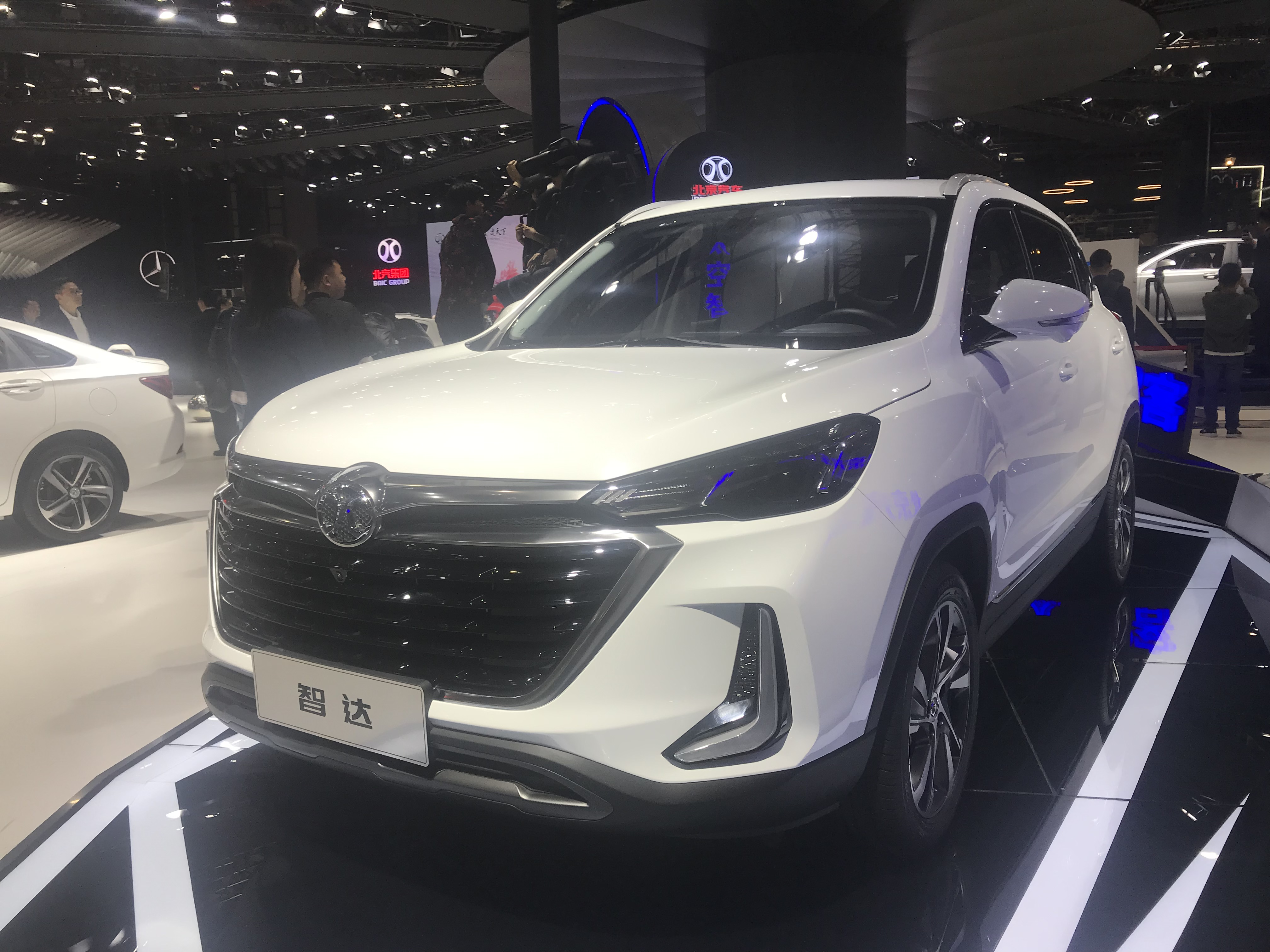
Senova Zhida
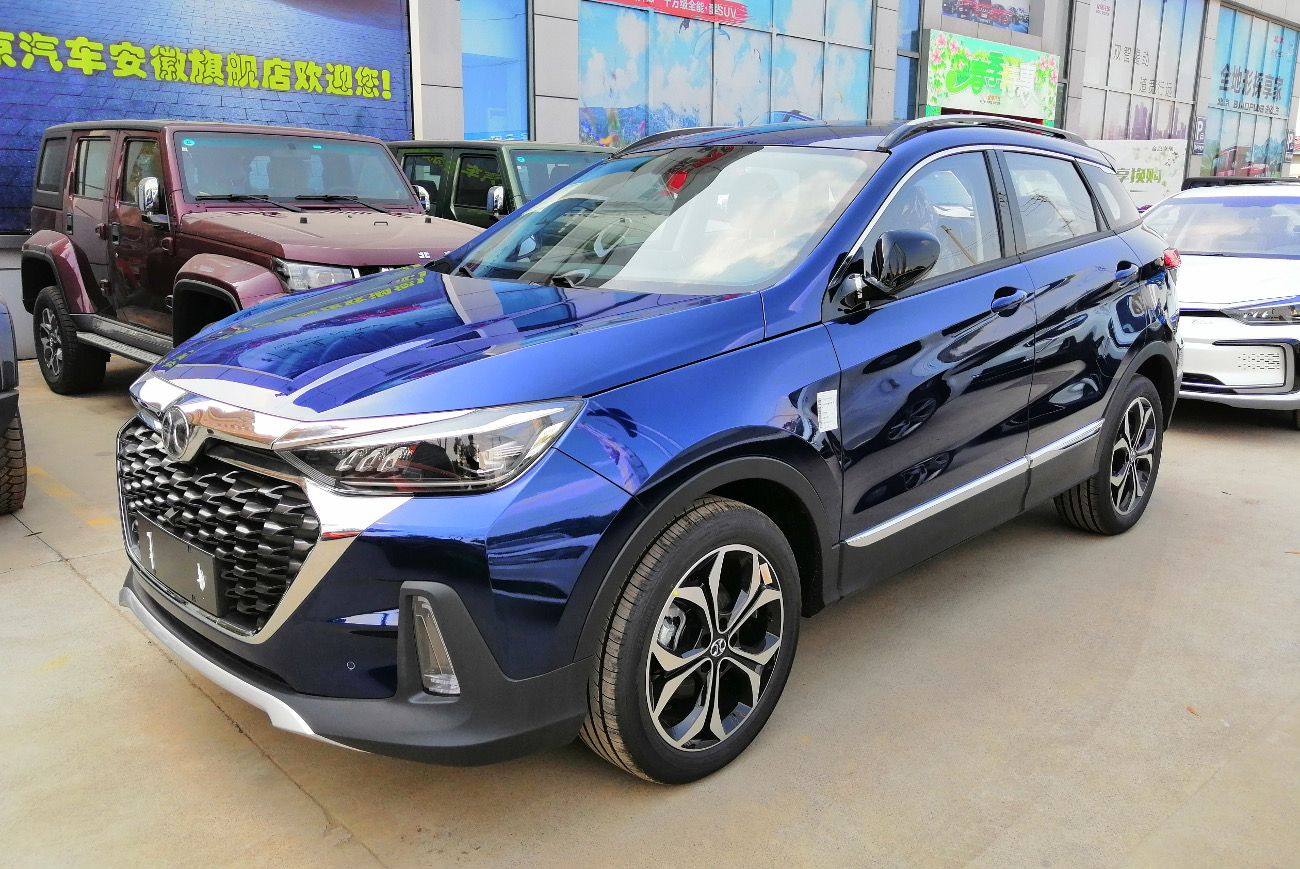
Senova Zhixing

## Concept-cars
Un certain nombre de concept-cars Senova ont été dévoilés à l'Auto China 2012, notamment la berline intermédiaire C50E, la berline exécutive C60F, la berline de luxe C90L et le SUV C51X,.

## Ventes
Le Senova D20 a été vendu à 20 008 unités depuis son lancement en mars 2012 jusqu'à la fin de l'année.